# Jonathan Edvardsson
Hans Jonathan Edvardsson, född 7 april 1997 i Göteborg, är en svensk handbollsspelare (mittnia).

## Karriär
Edvardssons moderklubb är IK Sävehof. Han började spela med klubbens A-lag från 2014. Han har deltagit i de svenska ungdomslandslagen i handboll, och inför VM 2021 i Egypten blev han uttagen till A-landslaget för första gången. Han blev uttagen som en av tre reserver som fick följa med till Japan för OS 2020 i Tokyo, men blev inte inbytt i matchtruppen. Under EM 2022 blev han inkallad på grund av coronasmitta i truppen.

## Individuella utmärkelser
- Årets komet i svensk handboll 2021[7]
- All-star team Handbollsligan 2020/2021[8]
- Mest värdefulla spelare (MVP) Handbollsligan 2020/2021[8]